# شأن الدعاء
شأن الدعاء ألّفه أبو سليمان حَمْد بن محمد بن إبراهيم بن الخطاب البستي الخطابي الشافعي (319 هـ - 388 هـ / 931م - 988م)، المشهور باسم الخطابي يناقش الكتاب ما أمر الله تعالى به عباده بالتوجه والتقرب إليه بعبادة الدعاء لينالوا عنده منزلة رفيعة وزلفى.
الكتاب مقسم إلى ثلاثة أجزاء رئيسية:

## الجزء الأول
الجزء الأول وفيه معنى الدعاء ومنزلته في الدين الإسلامي ثم بيّن المؤلف ما للدعاء من أثر طيب في دفع البلاء ورد القضاء، وأظهر المؤلف الفرق بين مذهب من يرى أن الدعاء لا ينفع فيما جرى به القضاء، وبين مذهب من يرى أن الدعاء ينفع مما نزل ومما لم ينزل، مغلباً جانب الداعين على التاركين.

## الجزء الثاني
الجزء الثاني ذكر فيه المؤلف أسماء الله الحسنى أدرجها الخطابي ضمن الحديث الشهير: «إن لله تسعة وتسعين اسماً...» ثم شرع في شرح الأسماء بإضافة إلى المعنى اللغوي والاشتقاقي، والمدلول الفقهي لمعاني أسماء الله تعالى وصفاته، ثم يلحقه بفصل يسميه: لواحق الدعاء.

## الجزء الثالث
كتاب الأدعية المأثورة عن رسول الله ﷺ ، التي جمعها الإمام ابن خزيمة. ثم يلحق به فصلاً يسميه الخطابي (من لواحق الدعاء) - , وهذا الفصل لم يذكره ابن خزيمة في المأثور من الدعوات التي جمعها.
بهذا فالكتاب غني بـ (35) حديثاً إضافةً على ما جمعه ابن خزيمة، مشروحة مفسرة بما يفيد المسلم في حياته وأخراه.